# Ка ди Мартино-Сорбано Понте (Форли-Чезена)
Ка ди Мартино-Сорбано Понте је насеље у Италији у округу Форли-Чезена, региону Емилија-Ромања.
Према процени из 2011. у насељу је живело 175 становника. Насеље се налази на надморској висини од 226 м.